# 쓰루스촌
쓰루스촌(鶴巣村)은 1955년까지 미야기현 구로카와군의 남서부에 있던 촌이다. 현재의 다이와정 쓰루스시모쿠사, 쓰루스오타, 쓰루스오히라, 쓰루스코츠루사와, 쓰루스키타메오사키, 쓰루스토리야, 쓰루스마쿠야나기, 쓰루스야마다에 해당한다.

## 역사
- 1889년 4월 1일 - 정촌제 시행에 수반해 8촌이 합병해 쓰루스촌이 성립하였다
- 1955년 4월 20일 - 요시오카, 정 미야토코 촌, 요시다 촌, 오치아이 촌과 합병해 다이와 정이 되었다.

## 참고문헌
- 『宮城県町村合併誌』（宮城県地方課、1958）